# Scalawagové
Scalawagové (anglicky: Scalawags či česky darebáci) bylo označení pro bílé obyvatele jižních států USA, kteří z velké části pocházeli z ekonomicky slabých vrstev nebo se jednalo o bývalé členy whigů. Tito jedinci začali po porážce Konfederace v Americké občanské válce podporovat republikány. Označení mělo na Jihu významně pejorativní charakter (zakrslíci, darebáci) a svědčilo o vztahu většiny bílého obyvatelstva ke Scalawagům.
Mezi nejznámější Scalawagy patří konfederační generál James Longstreet. Dále Joseph Brown, během občanské války zastávající post guvernéra Georgie a mississippský senátor v Kongresu USA James Lusk Alcorn.
V současnosti je pojem Scalawagové používán výhradně vědci a v akademickém prostředí.